# ألين فيشر
ألين فيشر (بالإنجليزية: Allen Fisher)‏ هو رسام وشاعر أمريكي، ولد في 1944.